# Barry (Galles)
Barry (in gallese Y Barri) è una città portuale e community del Galles situata nel distretto di Vale of Glamorgan. Ubicata sulla costa settentrionale del canale di Bristol, dista circa 11 km da Cardiff.